# Cryptotis alticola
Cryptotis alticola är en däggdjursart som först beskrevs av Clinton Hart Merriam 1895.  Cryptotis alticola ingår i släktet pygménäbbmöss och familjen näbbmöss. IUCN kategoriserar arten globalt som otillräckligt studerad. Inga underarter finns listade i Catalogue of Life.
Denna näbbmus förekommer i centrala Mexiko. Arten vistas i bergstrakter mellan 2400 och 4400 meter över havet. Habitatet utgörs av skogar och dessutom besöks gräsmarker.
Arten blir med svans 9,0 till 11,7 cm lång, svanslängden är 2,3 till 3,0 cm och vikten varierar mellan 8 och 16 g. Djuret har 1,1 till 1,6 cm långa bakfötter. Liksom andra näbbmöss har Cryptotis alticola en spetsig nos och små ögon. Ovansidan är täckt av ljusgrå till mörkgrå päls och undersidans päls är allmänt ljusare. Framtassarna är utrustade med kraftiga klor. Skillnaden mot andra släktmedlemmar består främst i avvikande detaljer av kraniet.
Individerna vilar i hålrum eller tunnlar i lövskiktet eller i mossa. Honor kan bli brunstiga under alla årstider och per kull föds 3 till 6 ungar. Cryptotis alticola äter insekter, daggmaskar och andra ryggradslösa djur. Den delar reviret med olika andra näbbmöss samt med små gnagare.